# 김현주 (1977년)
김현주(한국 한자: 金賢珠, 1977년 4월 24일 ~ )는 대한민국의 배우다.

## 생애
김현주는 1977년 4월 24일 대구광역시 군위군 효령면에서 아버지 김태범과 어머니 사이에서 태어났으며, 고등학교 1학년 때부터 연예인이 되고 싶어 방송국을 드나들곤 했다. 고등학교 3학년이던 1995년 모 잡지사 전속 모델 공모에 나섰으나 탈락했다. 하지만 잡지사에서 다시 연락이 와 “표지 모델은 아니지만 헤어 스타일이나 화장 코너 모델로 일해보겠느냐”라는 제의를 받고 꾸준한 활동을 해나갔으며, 그 덕분에 얼굴이 조금씩 알려지기 시작되었다.
1996년 김현철의 뮤직비디오 〈일생을〉에 출연하며 공식 데뷔를 하였고 같은 해 SBS 공채 6기 탤런트 시험에 응시했으나 탈락했으며 1997년 MBC 수목 드라마 《내가 사는 이유》의 푼수데기 술집 작부 역할을 통해 브라운관 데뷔를 하게 된다. 이후 꾸준히 브라운관에서 조연 역할을 맡아 인지도를 쌓다가 2000년 SBS 창사 10주년 주말 특별기획 드라마 《덕이》에서 타이틀롤이자 주연인 정귀덕 역으로 열연하며 같은 해 우수상을 받았는데 앞서 본 것처럼 1996년 SBS 공채 6기 탤런트 시험에 응시했지만 탈락의 고배를 마셨다.
이후 출연했던 MBC 주말 연속극 《그 여자네 집》과 MBC 창사 40주년 월화 특별기획 드라마 《상도》가 연이어 히트를 치면서 많은 사랑을 받았다. 2002년에는 SBS 주말 특별기획 드라마 《유리구두》에서 주인공인 이선우 (김윤희) 역으로 열연하였으며, 우수연기상과 10대 스타상을 또 다시 수상하여 연기 잘하는 배우로 인정 받기 시작했다. 이후 꾸준히 드라마에 출연하는데 "김현주가 주인공을 하는 드라마는 중박 이상은 친다"라는 속설이 돌 정도로 출연했던 모든 작품이 사랑을 받았다.
2007년 KBS2 수목 드라마 《인순이는 예쁘다》에서 살인전과자가 되어 세상에 홀로 남겨진 주인공 박인순 역으로 또 한 번 연기력을 인정받았고, 2011년 MBC 주말 연속극 《반짝반짝 빛나는》에서는 어린 시절 뒤바뀐 운명으로 인해 두 집안 사이에서 갈등하는 주인공 한정원으로 열연하게 된다. 그러던 중 배우 커리어에서 유일하게 없었던 '악녀' 이미지에 도전하게 되는데, 2013년 JTBC에서 야심차게 선보인 드라마 《궁중잔혹사 꽃들의 전쟁》에서 인조대왕의 전폭적인 사랑을 받으며 세자 부부와 중전 (장렬왕후)을 위협하는 희대의 악녀 소용 조씨로 열연해 이미지 변신에도 성공한다.
이후 2014년 KBS2 주말 연속극 《가족끼리 왜 이래》에서 이기적이지만 사랑에는 한없이 더딘 차강심 역으로 활약한다. 2015년 4년 전 함께 호흡을 맞췄던 배유미 작가의 신작 SBS 주말 특별기획 드라마 《애인 있어요》에서 1인 2역 (쌍둥이 도해강 (독고온기)과 독고용기)으로 열연하며 그 해 SBS 연기대상에서 주요 부문 상을 휩쓴다. 거의 매해 한 편 이상의 작품에 출연하며 노력하는 배우로 이름을 알렸고, 특히 출연한 작품은 꾸준히 높은 시청률을 기록했다.

## 학력
- 1984년 ~ 1990년 성사국민학교 (졸업)
- 1990년 ~ 1993년 원당중학교 (졸업)
- 1993년 ~ 1996년 고양종합고등학교 (졸업)
- 1996년 ~ 2005년 단국대학교 연극영화과 (졸업)

## 경력
- 2005년 대한적십자사 헌혈 홍보대사
- 2009년 부산 하계 올림픽 유치 홍보대사
- 2010년 굿네이버스 홍보대사
- 2010년 핑크 리본 캠페인 홍보대사
- 2011년 서울국제도서전 홍보대사
- 2012년 한돈자조금관리위원회 홍보대사

## 출연 작품

### 드라마
- 1997년 MBC 수목드라마 《내가 사는 이유》 - 춘심 역
- 1997년 MBC 청소년 드라마 《나》 - 홍재희 역
- 1997년 MBC 일요 아침 드라마 《짝》 - 정희령 역 (특별 출연)
- 1997년 MBC 청춘시트콤 《남자셋 여자셋》 - 김현주 역
- 1997년 MBC 청춘 드라마 《레디 고!》 - 나민주 역
- 1998년 MBC 일요 아침 드라마 《사랑밖엔 난 몰라》 - 백영구 역
- 1998년 MBC 단막극 《MBC 베스트극장 - 전등사》 - 아씨 정효임 역
- 1998년 MBC 토요시트콤 《아니 벌써》
- 1998년 SBS 주말극장 《사랑해 사랑해》 - 이주희 역
- 1999년 MBC 월화드라마 《청춘》 - 차원영 역
- 1999년 MBC 미니시리즈 《마지막 전쟁》 - 한지은 역
- 1999년 MBC 수목드라마 《햇빛속으로》 - 이연희 역
- 2000년 SBS 드라마 스페셜 《TV영화 러브스토리 - 불면증, 매뉴얼 그리고 오렌지 주스》 - 서영 역
- 2000년 SBS 창사 10주년 대기획 《덕이》 - 정귀덕 역
- 2001년 MBC 창사 40주년 특별기획드라마 《상도》 - 박다녕 역
- 2001년 MBC 주말 연속극 《그 여자네 집》 - 박영채 역
- 2001년 SBS 시츄에이션 드라마 《메디컬 센터》 - 수경 역 (특별 출연)
- 2002년 SBS 특별기획 《유리구두》 - 이선우 / 김윤희 역 (1인 2역)
- 2004년 SBS 드라마스페셜 《파란만장 미스김 10억 만들기》 - 김은재 역
- 2004년 SBS 광복 60년 대하 드라마 《토지》 - 최서희 역
- 2005년 SBS 특별기획 《백만장자와 결혼하기》 - 한은영 역
- 2007년 KBS2 HD 수목드라마 《인순이는 예쁘다》 - 박인순 역
- 2009년 KBS2 HD 월화드라마 《꽃보다 남자》 - 구준희 역 (특별 출연)
- 2009년 KBS2 HD 수목드라마 《파트너》 - 강은호 역
- 2011년 MBC 주말 연속극 《반짝반짝 빛나는》 - 한정원 역
- 2012년 SBS 특별기획 《바보엄마》 - 김영주 역
- 2013년 JTBC 대하 드라마 《궁중잔혹사 꽃들의 전쟁》 - 소용 조씨 역
- 2014년 JTBC 월화드라마 《우리가 사랑할 수 있을까》 - 김현주 역 (특별 출연)
- 2014년 KBS2 주말 연속극 《가족끼리 왜 이래》 - 차강심 역
- 2015년 SBS 특별기획 《애인 있어요》 - 도해강 (독고온기) / 독고용기 역 (1인 2역)
- 2016년 JTBC 금토드라마 《판타스틱》 - 이소혜 역
- 2018년 KBS2 월화드라마 《우리가 만난 기적》 - 선혜진 역
- 2019년 OCN 토일 드라마 《왓쳐》 - 한태주 역
- 2021년 JTBC 금토 드라마 《언더커버》 - 최연수 역
- 2021년 Netflix 오리지널 드라마 《지옥》 - 민혜진 역
- 2022년 KBS2 수목드라마 《너에게 가는 속도 493KM》 - 유니스의 사장 역 (특별출연)
- 2022년 SBS 월화드라마 《트롤리》 ... 김혜주 /김재은 역
- 2024년 Netflix 오리지널 드라마 《선산》 ... 윤서하 역
- 2024년 Netflix 오리지널 드라마 《지옥 시즌 2》 - 민혜진 역

### 시트콤
- 1998년 MBC 청춘 시트콤 《남자 셋 여자 셋》 - 김현주 / 외계인 역 (특별 출연)
- 1998년 KBS2 토요 시트콤 《행복을 만들어 드립니다》
- 2001년 MBC 청춘 시트콤 《뉴 논스톱》 - 정원중 교수가 자신의 오피스텔에서 즐겨 청취하는 라디오 사극 드라마 극 중 제1후궁 역을 배역한 성우 역 (목소리 출연)

### 영화
- 1998년 《크리스마스에 눈이 내리면》 - 송희 역
- 1999년 《카라》 - 윤수진 역
- 2003년 《스타러너》 - 김미교 역
- 2004년 《신석기 블루스》 - 서진영 역
- 2011년 《시선 너머》 - 정희주 역
- 2023년 《정이》 - 정이 역

### 콘서트
- 2017년 《2017 김현주 팬미팅 "우리, 오랜 날"》 - (2017.11.26) (올림픽공원 내 올림픽홀 뮤즈라이브)

### 교양
- 1998년 KBS1 《TV는 사랑을 싣고》 - 게스트 (1998.02.06)
- 1998년 MBC 《스타다큐》 - 게스트 (1998.07.06)
- 1998년 MBC 《10시! 임성훈입니다》 - 게스트 (1998.07.28)
- 1999년 MBC 《생방송 임성훈입니다》 - 게스트 (1999.01.07)
- 1999년 MBC 《생방송 임성훈 이영자입니다》 - 게스트 (1999.07.23)
- 2000년 KBS1 《체험 삶의 현장》 - 게스트 (2000.01.17)
- 2004년 MBC 《와! e 멋진세상》 - MC
- 2010년 KBS1 《낭독의 발견》 - 게스트 (2010.03.02)
- 2010년 SBS 《희망 TV SBS》 - MC (2010.05.07~2010.05.08)
- 2011년 MBC 《자원봉사 희망프로젝트 - 나누면 행복》 - 출연자 (2011.04.01)
- 2011년 채널A 《너는 내 운명》 - 내레이션 (2011.12.05~2011.12.08)
- 2012년 SBS 《세상에서 가장 아름다운 여행》 - 출연자 (2012.09.04)
- 2012년 SBS 《희망 TV SBS》 - 출연자 (2012.11.16~2012.11.17)
- 2012년 MBC 《휴먼다큐 사랑》 - 〈엄마는 멈추지 않는다〉 - 내레이션 (2012.11.21)
- 2013년 KBS1 《2013 희망로드 대장정》 - MC (2013.11.16~2013.12.21)
- 2017년 SBS 《희망 TV SBS》 - 출연자 (2017.06.08)
- 2017년 SBS 《희망 TV SBS》 - 출연자 (2017.11.16)
- 2019년 MBC 《기억·록, 100년을 탐험하다》 - 내레이션 (2019.02.25)

### 예능
- 1997년 MBC 《인기가요 BEST 50》 - VJ
- 1997년 MBC 《특종! 연예시티》 - VJ
- 1997년 KBS2 《토요일 전원 출발》 - MC
- 1998년 SBS 《기쁜 우리 토요일》 - 게스트 (1998.02.21)
- 1998년 KBS2 《슈퍼 TV 일요일은 즐거워》 - MC
- 1998년 SBS 《기쁜 우리 토요일》 - 게스트 (1998.04.04)
- 1998년 SBS 《기쁜 우리 토요일》 - 게스트 (1998.06.27)
- 1998년 MBC 《제19회 MBC 강변가요제》 - MC (1998.08.14)
- 1998년 SBS 《하이원 서울가요대상》 - MC (1998.12.18)
- 1999년 SBS 《기쁜 우리 토요일》 - 게스트 (1999.03.20)
- 1999년 MBC 《일밤》 - MC
- 1999년 MBC 《제20회 MBC 강변가요제》 - MC (1999.08.20)
- 1999년 MBC 《섹션TV 연예통신》 - MC (1999.10.20~2001.04.25)
- 1999년 MBC 《MBC 연기대상》 - MC (1999.12.30)
- 2000년 KBS2 《서세원쇼》 - 게스트 (2000.05.30)
- 2000년 엠넷 《뮤직비디오 페스티벌》 - MC (2000.11.24)
- 2001년 SBS 《2001 기아체험 24시간》 - MC (2001.06.05~2001.06.06)
- 2001년 MBC 《전파견문록》 - 게스트
- 2001년 MBC 《골든 디스크》 - MC (2001.12.14)
- 2002년 SBS 《2002 기아체험 24시간》 - MC (2002.07.16~2002.07.17)
- 2004년 SBS 《김용만, 신동엽의 즐겨찾기》 - 게스트 (2004.12.14)
- 2004년 MBC 《공감토크쇼 놀러와》 - 게스트 (2004.12.18)
- 2004년 SBS 《야심만만 만명에게 물었습니다》 - 게스트 (2004.12.20)
- 2005년 SBS 《김용만, 신동엽의 즐겨찾기》 - 게스트 (2005.04.19)
- 2005년 SBS 《SBS 연기대상》 - MC (2005.12.31)
- 2007년 KBS2 《상상플러스》 - 게스트 (2007.11.06)
- 2009년 MBC 라이프 《에코 캐나다 바이 김현주》 - 출연자 (2009.12.02)
- 2011년 MBC 《황금어장》 - 〈무릎팍도사〉 - 게스트 (2011.06.01)
- 2011년 SBS 《강심장》 - 게스트 (2011.12.20~2011.12.27)
- 2012년 TvN 《현장토크쇼 TAXI》 - 게스트 (2012.06.14)
- 2013년 MBC 《세바퀴》 - MC (특별 출연) (2013.07.13~2013.07.20)
- 2013년 MBC 《메리 크리스마스 세시봉》 - MC (2013.12.23~2013.12.24)
- 2014년 MBC 《음악여행 예스터데이》 - MC (2014.01.25~2014.05.24)
- 2015년 SBS 《룸메이트 2》 - 게스트 (2015.03.17)
- 2015년 KBS2 《레이디 액션》 - 출연자 (2015.05.08~2015.05.09)
- 2016년 JTBC 《비정상회담》 - 게스트 (2016.08.29)
- 2017년 SBS 《미운 우리 새끼》 - 스페셜 MC (2017.10.15~2017.10.22)

### 라디오
- 1997년 KBS 제2FM 《궁선영의 가요광장》 - 〈사랑밖엔 난 몰라〉 - 패널
- 1999년 MBC FM4U 《김현주의 FM 데이트》 - DJ (1999.05.03~1999.10.17)
- 2011년 MBC FM4U 《푸른밤 정엽입니다》 - 게스트 (2011.03.02)
- 2012년 SBS 파워FM 《박소현의 러브게임》 - 게스트 (2012.06.07)
- 2015년 SBS 파워FM 《두시탈출 컬투쇼》 - 〈스타와 토킹 어바웃〉 - 게스트 (2015.08.22)

### 비디오
- 1999년 SBS 프로덕션 《김현주의 신나는 리듬여행》
- 2002년 《김현주와 함께 집에서 하는 피부스케일링》 (예솔미디아트)

### 뮤직비디오
- 1996년 김현철 - 〈일생을〉
- 1996년 서지원 - 〈그때가 좋았어〉
- 1997년 이승환 - 〈애원〉
- 1999년 유리상자 - 〈신부에게〉
- 2001년 브라운 아이즈 - 〈벌써 일년〉
- 2002년 브라운 아이즈 - 〈점점〉
- 2003년 윤오 - 〈이젠〉
- 2004년 한경일 - 〈이별은 멀었죠〉

### 광고
- 1997년 동서식품 맥심 스푼믹스 (with 김승수)
- 1997년 해태제과식품 갈아만든 새우 - 보이잖아
- 1997년 해태제과식품 갈아만든 새우 - 악보
- 1997년 해태제과식품 구운 감자 - 네모난 감자
- 1997년 농심 생생우동 - 국물이 끝내줘요!
- 1997년 경남제약 레모나
- 1997년 삼성전자 삼성 애니콜 PCS
- 1998년 삼성전자 - 화이팅 우리 가족
- 1998년 삼성전자 하이쿨 - 실속을 찾아라
- 1998년 롯데제과 칙촉
- 1998년 삼성전자 매직스테이션
- 1998년 삼성전자 마이젯
- 1998년 삼성전자 삼성 애니콜 PCS (With 허준호)
- 1998년 아시아나항공 - 그녀의 이름은 아시아나 - 농구 편
- 1998년 농심 생생우동 - 산타
- 1999년 카슨전자 김치나라
- 1999년 삼성전자 하이쿨 - 건강시대
- 1999년 쥬리아화장품 아일렛
- 1999년 대현 씨씨 - 가격 인하
- 1999년 깨끗한나라 매직스 - 마술
- 1999년 삼성전자 마이젯 - 잉크방울
- 1999년 삼성전자 마이젯
- 2000년 롯데제과 쿠키닷컴
- 2001년 웅진식품 초록매실 - 초록의 기적을 믿으세요
- 2001년 농협공제 - 버스 안 (With 유정현)
- 2001년 웅진식품 초록매실 - 나뭇잎 따는 김현주
- 2001년 GS SHOP LG e-shop - 근육맨
- 2001년 아모레퍼시픽 비타민 헤어팩 린스 - 김현주 편
- 2001년 웅진식품 - 추석 (With 송혜교, 문근영)
- 2001년 에몬스가구
- 2002년 에몬스가구 - 신혼 가구
- 2002년 동양생명보험 - 수호천사 동양생명
- 2002년 에프앤케이 죠프 (With 성시경) (지면 광고)
- 2002년 아모레퍼시픽 비타민 헤어팩 린스 - 김현주 편
- 2003년 웅진식품 초록매실 - 김현주 편
- 2003년 기탄교육 기탄수학
- 2003년 에프앤케이 죠프 (With 성시경) (지면 광고)
- 2004년 에프앤케이 죠프 (With 성시경) (지면 광고)
- 2004년 한화건설 꿈에그린 - 누리세요 건강한 사치
- 2005년 롯데푸드 치즈위즈 - 치즈케이크가 아이스크림 속으로
- 2005년 한화건설 꿈에그린 - 자연이 그린 아파트
- 2005년 한화건설 꿈에그린 - 나비
- 2005년 서울우유협동조합 서울우유 (지면 광고)
- 2006년 이랜드리테일 2001아울렛 - 백화점을 할인한다
- 2006년 이랜드리테일 2001아울렛 - 짠짠짠
- 2006년 한화건설 꿈에그린 - 좋은 일이 생길 거예요 (With 오지호)
- 2006년 이랜드리테일 2001아울렛 - 원피스 재킷 가디건 세트
- 2006년 한화건설 꿈에그린 - 주거 도시
- 2006년 대상 클로렐라
- 2008년 LG화학 지인 - 인순이는 예쁘다
- 2012년 한돈자조금관리위원회 한돈 - 관리 비법
- 2012년 한돈자조금관리위원회 한돈 - 정육점 (With 진경)
- 2012년 한돈자조금관리위원회 한돈 - 한돈을 찾아주세요
- 2012년 한국방송공사 2012 대통령 선거 방송 - 바람이와 공감이의 투표하세요
- 2013년 한돈자조금관리위원회 한돈 - 설 한돈 드림 캠페인 (With 진경)
- 2020년 한국생활건강 팔레오 - 네이처락 미네랄 코팅 특허 유산균
- 2021년 엔터니티

## 음반 작품

### 싱글
- 2012년 《건망증》
  - 〈건망증〉 (With PK헤만)

### 참여
- 2009년 《파트너 OST》
  - 〈약속 (Bonus Track)〉

## 저서 작품
- 2009년 《현주의 손으로 짓는 이야기》 (살림LIFE)

## 수상 및 후보
| 연도 | 시상식                       | 부문                                                | 작품                                      | 결과 |
| ---- | ---------------------------- | --------------------------------------------------- | ----------------------------------------- | ---- |
| 1998 | MBC 연기대상                 | 여자 신인연기상                                     | 《사랑밖엔 난 몰라》                      | 수상 |
| 1998 | SBS 연기대상                 | 여자 신인연기상                                     | 《사랑해 사랑해》                         | 수상 |
| 1999 | 제20회 청룡영화상            | 신인여우상                                          | 《카라》                                  | 후보 |
| 1999 | MBC 연기대상                 | 여자 우수연기상                                     | 《청춘》, 《마지막 전쟁》, 《햇빛속으로》 | 후보 |
| 2000 | SBS 연기대상                 | 여자 우수연기상                                     | 《덕이》                                  | 수상 |
| 2001 | MBC 연기대상                 | 여자 우수연기상                                     | 《그 여자네 집》                          | 수상 |
| 2002 | 제38회 백상예술대상          | TV부문 여자 최우수연기상                            | 《그 여자네 집》                          | 후보 |
| 2002 | MBC 연기대상                 | 연속극부문 여자 최우수연기상                        | 《상도》                                  | 후보 |
| 2002 | SBS 연기대상                 | 여자 우수연기상                                     | 《유리구두》                              | 수상 |
| 2002 | SBS 연기대상                 | 10대 스타상                                         | 《유리구두》                              | 수상 |
| 2002 | SBS 연기대상                 | SBSi상                                              | 《유리구두》                              | 수상 |
| 2004 | 한국주얼리페어               | 베스트 주얼리 레이디                                |                                           | 수상 |
| 2004 | 제41회 금마장                | 신인여우상                                          | 《스타러너》                              | 후보 |
| 2004 | SBS 연기대상                 | 드라마스페셜 부문 여자 우수연기상                   | 《파란만장 미스김 10억 만들기》           | 수상 |
| 2004 | SBS 연기대상                 | 10대 스타상                                         | 《파란만장 미스김 10억 만들기》           | 수상 |
| 2004 | SBS 연기대상                 | 여자 최우수연기상                                   | 《파란만장 미스김 10억 만들기》           | 후보 |
| 2005 | SBS 연기대상                 | 10대 스타상                                         | 《토지》, 《백만장자와 결혼하기》         | 수상 |
| 2005 | SBS 연기대상                 | 네티즌 최고 인기상                                  | 《토지》, 《백만장자와 결혼하기》         | 수상 |
| 2005 | SBS 연기대상                 | 여자 최우수연기상                                   | 《토지》, 《백만장자와 결혼하기》         | 후보 |
| 2007 | KBS 연기대상                 | 여자 최우수연기상                                   | 《인순이는 예쁘다》                       | 수상 |
| 2008 | 제44회 백상예술대상          | TV부문 여자 최우수연기상                            | 《인순이는 예쁘다》                       | 후보 |
| 2009 | KBS 연기대상                 | 미니시리즈부문 여자 우수연기상                      | 《파트너》                                | 후보 |
| 2011 | MBC 드라마대상               | 연속극부문 여자 최우수연기상                        | 《반짝반짝 빛나는》                       | 수상 |
| 2012 | 제48회 백상예술대상          | TV부문 여자 최우수연기상                            | 《반짝반짝 빛나는》                       | 후보 |
| 2012 | 제5회 코리아 드라마 어워즈   | 여자 최우수연기상                                   | 《바보엄마》                              | 후보 |
| 2014 | 제3회 에이판 스타 어워즈     | 장편드라마부문 여자 우수연기상                      | 《가족끼리 왜 이래》                      | 후보 |
| 2014 | KBS 연기대상                 | 여자 최우수연기상                                   | 《가족끼리 왜 이래》                      | 수상 |
| 2014 | KBS 연기대상                 | 장편드라마부문 여자 우수연기상                      | 《가족끼리 왜 이래》                      | 후보 |
| 2014 | KBS 연기대상                 | 여자 네티즌상                                       | 《가족끼리 왜 이래》                      | 후보 |
| 2014 | KBS 연기대상                 | 베스트 커플상 (With 김상경)                         | 《가족끼리 왜 이래》                      | 수상 |
| 2015 | 제23회 대한민국 문화연예대상 | 드라마부문 여자 최우수연기상                        | 《애인 있어요》                           | 수상 |
| 2015 | 제4회 에이판 스타 어워즈     | 장편드라마부문 여자 최우수연기상                    | 《애인 있어요》                           | 수상 |
| 2015 | SBS 연기대상                 | 대상                                                | 《애인 있어요》                           | 후보 |
| 2015 | SBS 연기대상                 | 장편드라마부문 여자 최우수연기상                    | 《애인 있어요》                           | 수상 |
| 2015 | SBS 연기대상                 | 10대 스타상                                         | 《애인 있어요》                           | 수상 |
| 2015 | SBS 연기대상                 | 네티즌 인기상                                       | 《애인 있어요》                           | 수상 |
| 2015 | SBS 연기대상                 | 베스트 커플상 (With 지진희)                         | 《애인 있어요》                           | 수상 |
| 2016 | 제52회 백상예술대상          | TV부문 여자 최우수연기상                            | 《애인 있어요》                           | 후보 |
| 2018 | KBS 연기대상                 | 여자 최우수연기상                                   | 《우리가 만난 기적》                      | 후보 |
| 2018 | KBS 연기대상                 | 미니시리즈부문 여자 우수연기상                      | 《우리가 만난 기적》                      | 후보 |
| 2018 | KBS 연기대상                 | 여자 네티즌상                                       | 《우리가 만난 기적》                      | 후보 |
| 2018 | KBS 연기대상                 | 베스트 커플상 (With 김명민)                         | 《우리가 만난 기적》                      | 후보 |
| 2022 | 제20회 디렉터스 컷 어워즈    | 시리즈부문 올해의 여자배우상                        | 《지옥》                                  | 후보 |
| 2023 | SBS 연기대상                 | 미니시리즈 멜로·로맨틱 코미디부문 여자 최우수연기상 | 《트롤리》                                | 후보 |

## 참고 사항
- 2000년 KBS 2TV 미니시리즈 《가을동화》 여주인공 물망에 올랐지만 시청률이 떨어지는 시간대라 생각해서 스스로 포기한 바 있다.
- 2002년 KBS 2TV 특별기획드라마 《장희빈》의 타이틀롤 장희빈 역의 물망에 한때 거론됐으나[6] 고사한 바 있다.